# هيرمان أور
هيرمان أور (بالألمانية: Hermann Auer) (و. 1902 – 1997 م) هو فيزيائي، وأستاذ جامعي من ألمانيا . ولد في ميونخ .

## مناصب وهيئات
أدار جامعة لودفيغ ماكسيميليان في ميونخ.

## جوائز
حصل على جوائز منها:
- وسام الاستحقاق البافاري
- صليب القائد لنيشان استحقاق جمهورية ألمانيا الاتحادية.